# Y'a pas d'âge
Y’a pas d’âge est une série télévisée française de soixante épisodes de 7 minutes, produite par Dany Boon[réf. nécessaire] et Les Productions Fort Sympathiques qui est diffusée sur France 2 à partir du 2 septembre 2013 jusqu'au 2 novembre 2013.

## Synopsis
Pour arrondir ses fins de mois, Hélène accueille chez elle deux colocataires : Georges et Luce ! Ces seniors hauts en couleur ont 230 printemps à eux trois ! Les rejoignent Cathy, une jeune et délurée quadragénaire et Simon un célibataire trentenaire.
Une colocation atypique, où se succèdent les situations drôles et rocambolesques, devenue pour chacun un vrai cocon tendre et familial, malgré les vannes acerbes et ironiques, qui fusent toute la journée, et l’agitation permanente. La réconciliation des générations aura-t-elle lieu ? Rien n’est moins sûr !

## Fiche technique
- Titre original et français : Y'a pas d'âge
- Création : Jérôme Commandeur, Kevin Knepper
- Réalisation : Stéphane Marelli, Carlos Da Fonseca Parsotam, Vincent Puybaret, July Hygreck
  - Assistant réalisateur : Sarah Hafner
- Scénario : Jérôme Commandeur, Kevin Knepper, Matthieu Noël, Sophie Magis, Paulette Mbasa[3]
- Direction artistique :
- Décors : Matthieu Beutter[3]
- Costumes :
- Photographie : Cyril Muscat (électricité)[3], Maxime Gérigny (caméra)[3]
- Montage : Bertrand Nail, Bastien Pasquier, Yann Guihard, Lionel Hirle, Alexis Noel, Fabien Reviron
- Musique : Jean-Pascal Dominici-Caravano (générique)[4], Mario Loupo, Ludovic Tafforeau
- Casting : Donna Rosenstein et Kendra Castleberry
- Production : Jérôme Commandeur, Dany Boon, Stéphane Marelli, Carlo Da Fonseca Parsotam, Vincent Puybaret, July Hygreck, Julie Hygreck[3]
  - Production exécutive : Charly de Reals, Romuald Boulanger et R-Lines Productions[5]
- Sociétés de production : Les Productions fort sympathiques, HBB26[5] avec la participation de France Télévisions.
- Société(s) de distribution : la Cité du cinéma dans les Studios de Paris.
- Pays d'origine :  France
- Langue originale : français
- Format : couleur - Image : 1,78:1 - Son : stéréo
- Genre : Comédie
- Durée : 7 minutes.

Source : Imdb et  Allociné 

### Distribution
- Claude Brasseur : Georges
- Carmen Maura : Hélène
- Marthe Villalonga : Luce
- Arielle Dombasle : Cathy
- Jérôme Commandeur : Simon

## Épisodes
La série ne compte pour le moment qu’une seule saison de 60 épisodes qui durent 7 minutes. Le tournage des épisodes a eu lieu sur le plateau 8 de la Cité du cinéma de Luc Besson à Saint-Denis pendant 4 mois.
À noter que 36 épisodes de la série ont été diffusées sur France 2 du 2 septembre 2013 au 2 novembre 2013. À ce jour il reste donc 24 épisodes encore inédits en diffusion.
| N°                                                    | Titre de l’épisode                          | Acteur(s) invité(s)                                                              | Rôle(s)                                                   | Date de la 1re diffusion |
| ----------------------------------------------------- | ------------------------------------------- | -------------------------------------------------------------------------------- | --------------------------------------------------------- | ------------------------ |
| 1                                                     | Pour accueillir un nouveau colocataire      | Michèle Hery                                                                     | Mme Roubignol                                             | 2 septembre 2013         |
| 2                                                     | Pour se mettre au régime                    | Michel Cymès                                                                     | Dr Michel Cymès                                           | 3 septembre 2013         |
| 3                                                     | Pour tester sa culture générale             | Julien Lepers Marie-Blanche Chapuis Dominique Foure                              | Julien Lepers Marie Sylvie Marie-Ange                     | 4 septembre 2013         |
| 4                                                     | Pour rabibocher un couple gay               | Dany Boon Fred Testot                                                            | Yohan Luc                                                 | 5 septembre 2013         |
| 5                                                     | Pour sauver une coupe de cheveux            | Chantal Neuwirth                                                                 | Madame Carpeaux                                           | 6 septembre 2013         |
| 6                                                     | Pour faire estimer son appartement          | Muriel Robin                                                                     | Brigitte Gompard                                          | 9 septembre 2013         |
| 7                                                     | Pour faire le buzz sur Internet             | Sébastien Siloret Mazé Joshua Lana Ropion Marie-Noël Pigeau                      | le présentateur du JT Cassis Myrtille Huguette            | 10 septembre 2013        |
| 8                                                     | Pour trouver un job à Georges               | Martine Fontaine Dan Simkovitch                                                  | la patronne la 2e secrétaire                              | 11 septembre 2013        |
| 9                                                     | Pour participer aux Z'Amours                | Tex Dorothée Pousseo                                                             | Tex Rose Marie                                            | 12 septembre 2013        |
| 10                                                    | Pour recevoir les parents de Simon          | Marie Borowski Jean-Christophe Bouvet                                            | Monique Christian                                         | 13 septembre 2013        |
| 11                                                    | Pour devenir Miss Mamie                     | Nataly Dalian                                                                    | la responsable                                            | 16 septembre 2013        |
| 12                                                    | Pour monter un groupe de rock               | Pascal Tourain Dominique Farrugia                                                | l’ami rockeur l’homme de la maison de disques             | 17 septembre 2013        |
| 13                                                    | Pour décrocher le rôle de sa vie            | Grégory Dreyfus Marion Ossent                                                    | la comédienne                                             | 18 septembre 2013        |
| 14                                                    | Pour retrouver ses copains d’enfance        | Mauricette Gourdon Dominique Jacquet Andrée Saldo Alain Floret Jacques Pratoussy | Solange Baptistine Mme Caline Pucier Ducatel              | 19 septembre 2013        |
| 15                                                    | Pour combattre le crime                     | Laurent Delahousse Marie-Noëlle Pigeau Armelle                                   | Laurent Delahousse Huguette Cornélia                      | 20 septembre 2013        |
| 16                                                    | Pour trouver un homme à Hélène              | Michel Drucker William Leymergie Andrea Schieffer Jean-Claude de Goros           | Michel Jocker William Leymergent la candidate le candidat | 23 septembre 2013        |
| 17                                                    | Pour repasser son bac                       | Husky Kihal Isabelle Desplantes Lana Ropion                                      | le proviseur Mme Mimoule Myrtille                         | 24 septembre 2013        |
| 18                                                    | Pour monter une radio pirate                | Chantal Lauby                                                                    | Sybille                                                   | 25 septembre 2013        |
| 19                                                    | Pour admirer Georges en secret              | Karim Traika Sophie Baigneres Chantal Neuwirth                                   | le livreur la jeune femme Mme Carpeaux                    | 26 septembre 2013        |
| 20                                                    | Pour revoir son ex-femme                    | Annie Cordy Monique Atlan                                                        | Yvonne P (ex-femme) Monique Atlan                         | 30 septembre 2013        |
| 21                                                    | Pour remonter son arbre généalogique        | Chantal Neuwirth                                                                 | Mme Carpeaux                                              | 1er octobre 2013         |
| 22                                                    | Pour monter un business de madeleines       | Jean-François Chauffete Fabien Saint Maurice Patricia Thiebault                  | trois investisseurs                                       | 2 octobre 2013           |
| 23                                                    | Pour accueillir un tournage                 | Fabienne Galula Mazzilli Yannik Noémie Alazard Vachet                            | Marie-Claudine le producteur Tracy                        | 4 octobre 2013           |
| 24                                                    | Pour organiser une soirée pyjama            | Véronique Boulanger Fabienne Galula                                              | Marie-Odile Marie-Claudine                                | 7 octobre 2013           |
| 25                                                    | Pour monter un spectacle pour enfants       | Lana Ropion Chantal Goya Elie Semoun Joshua Mazé                                 | Myrtille Chantal Goya Gilles Pimpon Cassis                | 8 octobre 2013           |
| 26                                                    | Pour passer son permis de conduire          | Edith Lachaux Marc Boubli                                                        | l’inspectrice l’auto-stoppeur                             | 9 octobre 2013           |
| 27                                                    | Pour faire taire les rumeurs                | Catherine Giron                                                                  | Mme Bouchard                                              | 11 octobre 2013          |
| 28                                                    | Pour se trouver un meilleur ami             | Henri Kogan Romuald Boulanger                                                    | Bébert Fulbert                                            | 14 octobre 2013          |
| 29                                                    | Pour frauder la Mairie                      | Armelle Béranger François Legrand Christophe Degli Esposti                       | l’inspectrice le psychiatre Karlito                       | 16 octobre 2013          |
| 30                                                    | Pour être la nouvelle doyenne de l'humanité | Boris Ravaine Stéphane Heiser Mireille Dumas                                     | Journaliste 1 Journaliste 2 propre rôle                   | 18 octobre 2013          |
| 31                                                    | Pour apprendre la danse de salon            | Yesser Oliveira                                                                  | Octavio                                                   | 21 octobre 2013          |
| 32                                                    | Pour s'engager en politique                 | Anne Le Nen                                                                      | Donnassieux                                               | 23 octobre 2013          |
| 33                                                    | Pour aider l'église                         | Jean-Noël Martin                                                                 | Père Sautoir                                              | 24 octobre 2013          |
| 34                                                    | Pour devenir pom-pom girl                   | Marie-Noëlle Pigeau Dominique Foure Marie Dugas Sami Zitouni Alain Raymond       | Huguette Marie-Ange Madame Morteaux Guy Didier            | 30 octobre 2013          |
| 35                                                    | Pour se mettre en arrêt maladie             | Fabrice Feltzinger Catherine Benguigui                                           | Le médecin Mme Grogniard inspectrice du travail           | 31 octobre 2013          |
| 36                                                    | Pour partir en terre inconnue               | Frédéric Lopez                                                                   | Frédéric Lopez                                            | 2 novembre 2013          |
| En attente de 24 épisodes encore inédits en diffusion |                                             |                                                                                  |                                                           |                          |